# 野田智雄
野田 智雄 （のだ ともお、1969年 - ）は、日本の映像ディレクター、シネマトグラファー、エディター、コンポジッター。

## 人物
福岡県出身。1993年ポストプロダクションIMAGICAに入社。Infernoエディター、オフラインエディターとして活動後、2004年よりフリーランスに転向した。
現在はディレクターとしてミュージックビデオ、CM、LIVE映像などを手掛け、演出や撮影、編集までを行う。

## 受賞歴
MTV Video Music Awards Japan 2013 BEST R&B VIDEO 最優秀R&Bビデオ賞
- 加藤ミリヤ『LOVERS partII feat. 若旦那』

MTV Video Music Awards Japan 2012 BEST R&B VIDEO 最優秀R&Bビデオ賞
- 加藤ミリヤ『勇者たち』

Short Shorts Film Festival&Asia 2010 ミュージックShort部門ノミネート
- LINDBERG『行こう!!!!』

MTV Video Music Awards Japan 2010 BEST KARAOKEE！SONG ノミネート
MTV Video Music Awards Japan 2010 BEST COLLABORATION VIDEOノミネート
- 加藤 ミリヤ×清水翔太『Love Forever』

MTV Video Music Awards Japan 2009 BEST MALE VIDEOノミネート
- 秦基博『フォーエバーソング』

SPACE SHOWER Music Video Awards 2009 BEST ARTIST VIDEOノミネート
- 福原美穂『優しい赤』

SPACE SHOWER Music Video Awards 2009 BEST POP VIDEOノミネート
- ORANGE RANGE『おしゃれ番長 feat.ソイソース (中華料理屋篇)』

SPACE SHOWER Music Video Awards 2008 GROUP VIDEOノミネート
- レミオロメン『Wonderful & Beautiful』

SPACE SHOWER Music Video Awards 2008 BEST MALE VIDEO
MTV Video Music Awards Japan 2008 BEST NEW ARTIST VIDEO 最優秀新人アーティストビデオ賞
- 秦基博『鱗（うろこ）-Director's Cut Ver.-』

MTV Video Music Awards Japan 2008 BEST ALBUM OF THE YEARノミネート
- 倖田來未『愛のうた』(「Kingdom」)

MTV Video Music Awards Japan 2008 BEST FEMALE VIDEOノミネート
- 倖田來未『愛のうた』

SPACE SHOWER Music Video Awards 2007 BEST YOUR CHOICE
MTV Video Music Awards Japan 2007 BEST GROUP VIDEOノミネート
- レミオロメン『スタンドバイミー』

## 主な作品

### PV
- 蒼井翔太 『絶世スターゲイト』
- AKINO with bless4 『cross the line』
- ASKA 『UNI-VERSE』『あなたが泣くことはない』
- Alan 『明日への讃歌』『ひとつ』『RED CLIFF〜心・戦〜』
- Alice Nine 『shooting star』『SHINING』
- アンジェラ・アキ 『心の戦士』『HOME』
- Angelo 『Calvary』『RIP/MOMENT』
- アンティック-珈琲店- 『千年DIVE!!!!!』『JIBUN』『熱くなれ/生きるための3秒ルール』
- 石川綾子 『君の知らない物語』
- AKB48 『微笑みの瞬間』
- EDGE of LIFE『Just Fly Awey』
- NMB48 『星空のキャラバン』『12月31日』
- FTISLAND 『STAY』『So today...』『Let it go!』
- 大塚愛 『Cherish』
- ORANGE RANGE 『イケナイ太陽』『チャンピオーネ』『Kirikirimai〜Fantastic Four Remix〜』『ZUNG ZUNG FUNKY MUSIC』『おしゃれ番長feat.ソイソース (中華料理屋篇)』『お願い!セニョリータ (MONOCHRO RANGE篇)』
- Gackt『白露-HAKURO-』『RETURNER』『届カナイ愛ト知ッテイタノニ抑エキレズニ愛シ続ケタ…』『REDEMPTION』『Metamorphoze 〜メタモルフォーゼ〜』『Jesus』『GHOST』『Journey through the Decade』『FLOWER』『雪月花 -The end of silence-/斬〜ZAN〜』『罪の継承 〜ORIGINAL SIN〜』
- GOTCHAROCKA]『Poisonous Berry』『Shortcake』
- KAT-TUN 『WHITE』
- 加藤ミリヤ『BYE BYE』『勇者たち』『LOVERS partII feat.若旦那』『BeautifulRemix』『YOU... feat.仲宗根泉』
- 加藤ミリヤ＆清水翔太『Love Forever』
- kaho 『every hero』
- GARNiDELiA『ambiguous』『grilletta』『BLAZING』『MIRAI』
- きいやま商店 『ダックァーセ』『あがやファーナ』
- 己龍『泡沫』 『百鬼夜行』『私ハ傀儡、猿轡ノ人形』
- Goodbye holiday 『革命アカツキ』
- Qwai 『サヨナラの空』『少年』
- Gero 『サヨナラカゲロウ』
- 倖田來未『運命』『愛証』『愛のうた』『Alive』『好きで、好きで、好きで。/あなただけが』『Walk』
- 倖田來未＆湘南乃風＆ギーツ 『“Trust Last” 』
- 後藤真希 『YOU』
- Silent Siren『Limited』
- 坂本真綾 『Buddy』
- The Micro Head4ns 『Raimei』
- シド 『Smile』
- 清水翔太『冬が終わる前に』
- JAMOSA 『何かひとつ feat. JAY'ED & 若旦那』『もしも願いが叶うなら』
- jupiter 『LAST MOMENT』『The Birth of Venus』『ARCADIA』
- Superfly 『Alright!! (9.2 Free Live at Roppongi Hills Arena)』
- スガシカオ 『真夏の夜のユメ』
- 鈴木亜美『Fantastic』
- 高橋瞳 『Fire Ball』
- 谷村奈南 『FAR AWAY』
- 玉置成実『Vivid Telepathy』
- CHIHIRO 『好きになっちやいけない人』『Dear Santa』
- CHAGE&ASKA 『Man and Woman』『Here & There』『地球生まれの宇宙人』『Wasting Time』
- 超特急 『スターダスト LOVE TRAIN』
- Tourbillon 『アゲハ』
- 土屋アンナ 『LUCIFER』
- つばきファクトリー 『低温火傷』
- D 『Night-Ship“D”』『名もなき森の夢語り』『断罪の銃士（ガンナー）』『Dying Message』『赤き羊による晩餐会』『In the name of justice』『鳥籠御殿 〜L'Oiseau bleu〜』『皇帝〜闇に生まれた報い〜』『月の杯』『DarkWings』『Rosenstrauss』『愚かしい竜の夢』
- D-51 『ALWAYS』『BRAND NEW WORLD』『はじまる』『Forever Friends』
- DISH// 『I'm FISH//』
- D'espairsRay 『FINAL CALL』『LOVE IS DEAD』『DEATH POINT』
- DEPAPEPE 『哀愁バイオレット』
- Trident『Blue Snow』
- AAA 『That's Right』『SAILING』『gold symphony』
- Nissy（西島隆弘）『NA』
- HIGH and MIGHTY COLOR 『DIVE into YOURSELF』
- 秦基博『鱗』『シンクロ』『虹が消えた日』『フォーエバーソング』『ひまわりの約束』
- VALSHE『君への嘘』『ジツロク・クモノイト』『DISPLAY』『RIOT』『MONTAGE』『WONDERFUL CURVE』『激情型カフネ』『今生、絢爛につき。』『「SYM-BOLIC XXX」』『UNIFY -10th Anniversary BEST-』『GIFT』
- VAMPS『REPLAY』
- B’z 『パーフェクトライフ』
- 平野綾『TOxxxIC』
- Blitz 『Wish World Rainbow』『Deep Labyrinth』『BLACK SHADOW』『トゥーンワールド』
- PINK DIAMOND 『SUSHI PARTY』
- V6 『君が思い出す僕は 君を愛しているだろうか』『Cloudy sky』
- BOOM BOOM SATELLITES『GIRL』『Moment I count』
- フェアリーズ 『相思相愛☆destination』『Mr.Platonic』
- 福原美穂『優しい赤』
- 古内東子 『コートを買って』
- BREAKERZ『WE GO』『YAIBA』『幾千の迷宮で 幾千の謎を解いて』
- ポルノグラフィティ 『ネオメロドラマティック』
- White Frame 『流れ星』
- My Little Lover 『ラビリンス』『イニシャル』『アイデンティティー』『音のない世界』『blue sky』『ひこうき雲』『月の船』
- MISIA 『約束の翼』
- mzsrz 『アンバランス』
- Mrs. GREEN APPLE 『Speaking』『In the Morning』
- MUCC 『アゲハ』『謡声』『リブラ』『ファズ』『惡-JUSTICE-』『明星』
- May'n 『シンジテミル』『もしも君が願うのなら』『Scarlet Ballet』『Brain Diver』
- Monkey Majik 『空はまるで』
- 矢沢永吉『It’s up to you!』『あなた』
- L'Arc〜en〜Ciel 『Link』『New World』『Killing Me』『自由への招待』
- LiSA 『best day,best way』『crossing field』『oath sign』『Believe in myself』『träumerei』『RisingHope』『BRiGHT FLiGHT』『L.Miranic』『シルシ』『No More Time Machine』『Letters to ME』
- LINDBERG『今すぐKiss Me』『行こう!!!!』
- RedruM]『INITIUM』『ELECTRIGGER』
- レミオロメン『Wonderful & Beautiful』『スタンドバイミー』『Sakura』『立つんだジョー』『Your Song』『蛍』『太陽の下』『もっと遠くへ』『翼』
- 和楽器バンド 『千本桜』『戦-ikusa-』『暁ノ糸』『Valkyrie-戦乙女-』『雨のち感情論』『細雪』
- つばきファクトリー『低温火傷』
- BUCK-TICK『BABEL』『Moon さよならを教えて』『獣たちの夜』『RONDO』『MOONLIGHT ESCAPE』『GO-GO B-T TRAIN』『無限LOOP』
- GIRLFRIEND『キセキラッシュ』
- 崎山つばさ with 桜men『月花夜』
- 関ジャニ∞ 『crystal』
- OUTRAGE 『Axe Crazy』
- 三森すずこ 『星屑のカーテン』
- TETSUYA 『I WANNA BE WITH YOU』『READY FOR WARP』
- 大城美友 『オレンジバタフライ』
- KNOCK OUT MONKEY 『Black or White』
- 斉藤壮馬『memento』
- THE ORAL CIGARETTES『Tonight the silence kills me with your fire』『Dream In Drive』『lowly but surely I go on』『Red Criminal』
- デーモン閣下×宝野アリカ(ALI PROJECT) 『時空の迷い人』
- アメフラっシ『メタモルフォーズ』『BAD GIRL』『MICHI』
- ARCANA PROJECT『夢で世界を変えるなら』『とめどない潮騒に僕たちは何を歌うだろうか』
- センチミリメンタル『対落』
- TrySail 『誰が為に愛は鳴る』
- mzsrz 『アンバランス』
- Petit Brabancon『“刻”』
- 岡本信彦『愛情カタルシス』
- 原因は自分にある。『FOXY GRAPE』
- The Brow Beat『無』Lylic Video

### CM
- アルペン KissMark「Rouge et Noir」（出演：GACKT）
- UHA味覚糖 e-maのど飴「Blooming e-ma」（出演：少女時代）
- JT Seven Star light menthol「Seventh Sence2」
- ジェムケリー  GEREZZA「GEREZZA×VAMPS」（出演：Hyde）
- 藤商事 CR 新暴れん坊将軍（出演：GACKT）
- KYORAKU SLO-PACHINKO「GLADIATOR Evolution」（出演：GACKT）
- FLEG INTERNATIONAL「EXECTIVE MONTHLY」（出演：GACKT）
- 高須クリニック 「安藤美樹指導編」「smile japan」「ピコ太郎篇」
- 千寿製薬株式会社 NewマイティアCLアイスクラッシュwebCM（出演：広瀬すず）
- 西日本マルハン 『マルハンプライド〜MARUHAN MASKとNYANMARU』
- 味覚糖コロロ 『Buzzコロロプロジェクト』（出演：RANPAGE）
- サッポロクラシック『北海道ボールパークムービー』（北海道限定CM）

### LIVE
- レミオロメン『10th Anniversary TOUR 2010 “花鳥風月”』『REMIOROMEN SPECIAL LIVE at SAITAMA SUPER ARENA 6th MAY, 2009』『TOUR 2008"Wonderful & Beautiful"』『“ISLAND OVER THE HORIZON”at YOKOHAMA ARENA 06.12.16』
- 倖田來未『KODA KUMI Premium Night 〜Love & Songs〜』『ETERNITY〜Love&Songs〜at billboard live』
- Gackt『VISUALIVE ARENA TOUR 2009』『DIABOLOS LIVE TOUR 2005』
- LiSA『LiVE is Smile Always〜LOVER“S”MiLE〜in日比谷野外大音楽堂』『LiVE is Smile Always〜今日もいい日だっ〜in日本武道館』
- AKB48『AKB48単独 春コン in 国立競技場〜思い出は全部ここに捨てていけ！〜』Liveオープニング映像、劇中映像
- AAA 『Gold Symphony』Liveオープニング映像 『AAA ARENA TOUR 2016 - LEAP OVER -』Liveオープニング映像
- D『LIVE DVD「2015.8.29 D 復活ワンマン HAPPY UNBIRTHDAY at 赤坂BLITZ』
- 超特急『BULLET TRAIN ONEMAN SHOW SPRING HALL TOUR 2015 "20億分のLINK 僕らのRING"』『超特急 CHRISTMAS ONEMAN LIVE Fantasy Love Train ~君の元までつながるRail~』『超特急 LIVE TOUR 2016 Synchronism 〜Body & Groovin'〜』『BULLET TRAIN CHRISTMAS ONEMAN SHOW 2016 愛す。in Wonder Land』『GOLDEN EPOCH AT SAITAMA SUPER ARENA』『BULLET TRAIN ARENA TOUR 2019-2020「Revolución viva〜Shine Bright New Year〜」』『10th Anniversary Super Special Live「DANCE DANCE DANCE」』　『BULLET TRAIN ARENA TOUR 2023 T.I.M.E -Truth Identity Making Era』（Teaser Movie）
- 和楽器バンド 『和楽器バンド 大新年会2017東京体育館-雪ノ宴・桜ノ宴-』
- 大原櫻子 『CONCERT TOUR 2016 〜CARVIVAL〜 at 日本武道館』
- VALSHE 『VALSHE LIVE TOUR 2016｢EMERGENCY CODE:RIOT』
- 蒼井翔太 『蒼井翔太 LIVE 2016 WONDER lab. 〜僕たちのsign〜』
- 東方神起 『LIVE TOUR 2018 TOMORROW』 劇中映像
- アップアップガールズ（2） 『あけおめ！にきちゃんフェスティバル 』 (SW)
- LUNA SEA 『HE BEST OF LUNA SEA 2023』「ROSIA 」(BGV) 『DUAL ARENA TOUR 2023』「TIME IS DEAD 」,「ROSIA 」,「TRUE BLUE 」,「FOREVER&EVER 」 (BGV)
- ap fes '23 (幕間映像)
- BiTE A SHOCK 『お披露目ライブ』
- PeacefulPark 23' (Opening Movie)
- 円都ライブ　23’ (BGV)

## Live配信
- ASKA VR 2020 通常配信
- Laid Back Devil 『「真・女神転生」オンラインライブ2021〜オンガクのコトワリ〜』
- HICO 『ONLINE SHOW「Puzzle Piece1〜Piece of a Dream」』
- 福原美穂 『LIVE FROM J-WAVE NIHONMONO LOUNGE』